# Drepanulatrix indurata
Drepanulatrix indurata là một loài bướm đêm trong họ Geometridae.